# ユーロリージョン
ユーロリージョン (Euroregion) は、ヨーロッパの政治用語で、通常、異なるヨーロッパの国に属する、2つまたはそれ以上の隣接領域間の多国籍協働構造を意味する。ユーロリージョンはクロスボーダー・リージョンの特殊型である。

## 範囲
ユーロリージョンは通常、いかなる立法機関あるいは行政機関とも関連せず、いかなる直接的な政治権限 (political power) も持たない。政治権限はリージョンを構成する地方および地域の当局 (authorities) に限定されている。ユーロリージョンは通常、国境をまたがる共通利益を促進するため、かつ、国境住民の公益について協働するために整備された。

## 基準
欧州国境地域協会 (The Association of European Border Regions) はユーロリージョンの識別のために以下の基準を設けている。
- 国境のどちらか一方の地方および地域当局の団体、時に議会を含むこと。
- 議会事務局およびその資源を使った技術的・管理的チームをともなった国境横断的な団体であること。
- 私法の性質を持ち、それぞれの国の法律に適合した、国境のいずれかの側にある非営利の団体または財団に基づくこと。
- 公法の性質を持ち、特に地域当局 (territirial authority) の参加を取扱いつつ、国家間の合意に基づくこと。

ユーロリージョンは国境横断的に運営され、その形式が極めて多様であるので、用語「ユーロリージョン」に対し単一の法的枠組みを関連づけることは困難である。

## 命名規約
ユーロリージョンの命名規約はリージョン自体の形式と同様に多様である。最も普遍的なユーロリージョンのローカル名には以下の名前が含まれる。
- euregio
- euregion
- euroregion
- eurorégion
- euroregión
- euroregione
- euro-região
- ευρωπεριοχή
- europaregion
- euroregiune
- grande région
- еврорегион (evroregion)
- regio
- conseil
- council